# Niederjoch (Schnalskamm)
Das Niederjoch ist ein 3012 m s.l.m. hoher Übergang im Schnalskamm der Ötztaler Alpen zwischen Nord- und Südtirol. Da die seit dem Inkrafttreten des Vertrags von Saint-Germain 1920 hier verlaufende österreichisch-italienische Staatsgrenze nicht exakt der Wasserscheide folgt, liegt die Passhöhe rund 150 Meter von der Grenze entfernt auf Südtiroler Gebiet.
Der Zugang von Norden erfolgt vom Ötztal durch das Venter Tal und das Niedertal, aus dem Süden vom Vinschgau durch das Schnalstal und das Tisental. Wenige Meter oberhalb der Passhöhe steht die Similaunhütte. Über das Niederjoch führt eine Route der Via Alpina. Richtung Südosten setzt sich der Verlauf des Schnalskamms über den Niederjochferner zum Similaun (3599 m) hin fort, Richtung Nordwesten zum Tisenjoch (3188 m) und zur Fineilspitze (3514 m). Die Südtiroler Anteile am Übergang sind im Naturpark Texelgruppe unter Schutz gestellt.
Wie archäologische Funde zeigen, dient das Niederjoch vermutlich seit fast 10.000 Jahren den Menschen als Übergang vom Schnalstal ins Ötztal. Unweit des Niederjochs wurde die rund 5300 Jahre alte Mumie des Mannes vom Tisenjoch gefunden. Auf eine lange Tradition geht der Schaftrieb vom Schnalstal über das Niederjoch auf die sommerlichen Weiden im Niedertal und Rofental zurück.
Der Name des Jochs hat nichts mit „niedrig“ (etwa im Vergleich zum – tatsächlich niedrigeren – Hochjoch) zu tun, sondern kommt von der alten Bezeichnung die Nieder für einen Pass.